# Pidonia bispina
Pidonia bispina là một loài bọ cánh cứng trong họ Cerambycidae.